# Anna Gonsalves Paes de Azevedo
Anna Gonsalves Paes de Azevedo, även känd som Anna Paes, född 1612 i Salvador de Bahia i Brasilien, död  21 december 1674 i Haag i Nederländerna, sockerodlare. 
Dotter till portugisen Jeronimo de Azevedo, plantageägare, och Isabel Gonsalves Paes. Gift 1630 i Salvador de Bahia med soldaten Pedro Correia da Silva (d. 1630), kapten i den portugisiska armén, och 1637 i Recife med Charles de Tourlon jr (d. 1644), gardesbefäl hos Johan Moritz av Nassau-Siegen, och 1645 i Recife med Gijsbert de With (1611–1692), medlem av det rättsliga rådet i Brasilien. 
Anna Paes fick på sitt bröllop 1630 en av de största sockerplantagerna i Brasilien som hemgift. Till skillnad från de flesta portugisiska kolonister kvarstannade hon vid den holländska erövringen och integrerades i den holländska kolonin. Hon var en viktig medlem av hovet kring Nederländernas guvernör Johan Maurits av Nassau-Siegen, med vilken hon ryktades ha ett förhållande. Hennes andre make anklagades 1643 för förräderi, och hon arbetade för hans frigivning. Under kriget med Portugal förklarades hon vara lojal mot Nederländerna, och då kolonin återerövrats av Portugal 1654 lämnade hon Brasilien och reste till Nederländerna med sin tredje man. De bosatte sig i Haag, där de försökte återfå hennes egendom i Brasilien. 
I Brasilien blev "Dona Anna Paes" en legendarisk gestalt som skildrades i skönlitteraturen. En roman av Luzilá Gonçalves Ferreira baseras på hennes liv och påstådda förhållande med Johan Maurits av Nassau-Siegen.